# Murray (Kentucky)
Murray é uma cidade localizada no estado americano de Kentucky, no Condado de Calloway.

## Demografia
Segundo o censo americano de 2000, a sua população era de 14.950 habitantes.
Em 2006, foi estimada uma população de 15.725, um aumento de 775 (5.2%).

## Geografia
De acordo com o United States Census Bureau tem uma área de
25,1 km², dos quais 25,1 km² cobertos por terra e 0,0 km² cobertos por água. Murray localiza-se a aproximadamente 169 m acima do nível do mar.

## Localidades na vizinhança
O diagrama seguinte representa as localidades num raio de 32 km ao redor de Murray.